# Hedsor
Hedsor – wieś w Anglii, w hrabstwie Buckinghamshire, w dystrykcie (unitary authority) Buckinghamshire. Leży 39 km na zachód od centrum Londynu. W 2001 miejscowość liczyła 95 mieszkańców.